# Буманго
Буманго (фр. Boumango) — город на юго-востоке Габона, административный центр департамента Огоуэ-Летийи в провинции Верхнее Огове. Расположен в 98 км от Франсвиля. Город основан в 1996 году.

## Население
Население 2791 человек (по данным переписи 2013 года).

## Экономика
Экономика основана на сельском хозяйстве и рыбной ловле. В городе имеется футбольный стадион.